# CIAL PLAT
CIAL PLAT 東神奈川（シァルプラットひがしかながわ）は、神奈川県横浜市神奈川区東神奈川にあるJR東神奈川駅東口の駅ビル。2009年10月7日に開業した。JR東日本グループの株式会社JR横浜湘南シティクリエイトが運営する。

## フロア
詳細は、JR東日本の駅ナカポータルサイト「駅パラ」内の「施設情報ページ」を参照。
6階
ジェクサーフィットネスクラブ
5階
ジェクサーフィットネスクラブ
4階
ジェクサーフィットネスクラブ、病院、歯科医院
3階
ドコモショップ、AUショップ、大戸屋、マクドナルド
2階
成城石井、サンマルクカフェ、てんや
1階
薬局

## 周辺の商業施設
- イオン東神奈川店
- マルエツ東神奈川店